# Bertin Mampaka Mankamba
Bertin Mampaka, né le 6 avril 1957 à Kinshasa (Congo), est un homme politique belge libéral, membre du Mouvement Réformateur (MR) après avoir milité la plus grande partie de sa carrière au Centre démocrate humaniste (cdH). 
Président du Parlement bruxellois, il cumule cette fonction avec celle de président du Parlement francophone bruxellois. Réélu pour la cinquième fois en juin 2024, il est également professeur d’économie à la Haute École de Mons Hainaut. Au fil de sa carrière, il a occupé tour à tour les fonctions de vice-président du Parlement, de premier secrétaire, d’échevin de la Ville de Bruxelles pendant neuf ans, et a présidé plusieurs conseils d’administration de sociétés publiques.

## Biographie

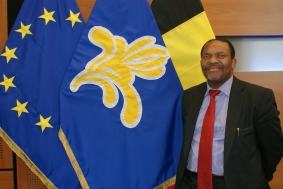
Bertin Mampaka, Vice-Président du Parlement bruxellois depuis le 19/10/2011

Bertin Mampaka termine ses humanités scientifiques (en mathématiques et physique) au Collège Saint-Louis de Kananga en 1976. Trois ans plus tard, le 7 octobre 1979, il arrive en Belgique pour entamer ses études universitaires. Il s'installe alors à Mons et s'oriente vers le domaine des sciences économiques. En 1982, il obtient un diplôme de conseiller fiscal à la Haute École de la Communauté Française du Hainaut. Il poursuit ensuite ses études afin de décrocher la licence et l'agrégation en sciences économiques de l'Université de Mons-Hainaut. Il a consacré son travail de fin d'études à l'aide publique octroyée au Congo et son impact sur le développement économique. 
En 1984, il se marie avec une Écaussinnoise, Fabienne. Ils ont aujourd'hui deux enfants. 
Il commence son parcours professionnel à la direction d'une affaire familiale dans le secteur de la distribution de denrées alimentaires et de l'hôtellerie, avant de travailler comme directeur marketing d'une compagnie internationale. De 1990 à 1993, il endosse la fonction de vice-président de la représentation du PDSC (Parti démocrate et social chrétien) pour le Benelux. Il commence ensuite sa carrière de professeur d'économie à l'Université de Mons Hainaut. Licencié en sciences économiques de l'Université de Mons-Hainaut, Bertin Mampaka est aujourd'hui professeur nommé à l'Université de Mons Hainaut
Son entrée officielle au PSC a lieu en 1994 lorsqu'il devient membre du parti dans l'arrondissement de Soignies. Dans un premier temps, il s'occupe du développement du PSC dans la communauté africaine à Bruxelles et en Wallonie. En parallèle, il participe en tant que militant aux élections. 
Le 13 juin 1999, Bertin Mampaka est un des premiers candidats noirs à la Chambre des Représentants pour l'arrondissement de Bruxelles-Hal-Vilvorde. 
Il est le premier noir à être élu comme conseiller communal à la Ville de Bruxelles en 2000. Il travaille, avec la Présidente du cdH Joëlle Milquet, au renouveau du Parti Social chrétien, le PSC, après la débâcle électorale de 1999 et 2000. Depuis cette année-là, il devient membre du bureau politique national du cdH. Ces élections verront le retour du cdH (Centre Démocrate Humaniste) au sein de la majorité dans la Région bruxelloise et la Région wallonne. À la suite de ce succès, le fraîchement élu Député Bertin Mampaka sera désigné par son parti comme l'échevin de la Ville de Bruxelles où il remplacera Georges Dallemagne démissionnaire depuis trois mois. Bertin Mampaka est le premier noir à occuper les fonctions d'échevin à la ville de Bruxelles et le second dans la région de Bruxelles-Capitale. Le 24 juin 2004, il devient Échevin des Sports, de la Propreté Publique et des Propriétés Communales, et quelques jours après, le 29 juin 2004, il est élu député régional bruxellois avec plus de 6 000 voix de préférence. Cela fait de lui le sixième élu, tous partis confondus de la Région bruxelloise.
En 2005, il est critiqué parce-qu'il a dépensé 33 000 euros de téléphone en 20 mois,.
Il siégera comme Échevin de la ville de Bruxelles de 2007 à 2012.
En 2006, il contribuera avec Joëlle Milquet à la progression de la liste cdH au sein de la Ville de Bruxelles. Le cdH passera de 3 élus à 11 élus conseillers communaux et Bertin Mampaka triple presque son score personnel passant de 900 voix à 2 644 voix. En conséquence, le cdH passe de 2 sièges d'Échevin à 5 sièges.
En 2011, il participe à un forum réunissant les Africains de la diaspora du monde entier à Tripoli, au cours duquel sera discuté l'avenir de l'Afrique et les conditions de retour des fils d'Afrique vers le continent mère en vue de contribuer à son développement. Organisé par Kadhafi, ce forum sera le dernier acte de la Libye sous l'ère Kadhafi.
Le 19 octobre 2011, Bertin Mampaka est nommé Vice-Président du Parlement bruxellois.
Le 14 mars 2014,  il fait son entrée au Sénat Belge. 
En septembre 2020, il quitte le Centre démocrate humaniste (CDH) pour rejoindre le Mouvement réformateur (MR). Il devient alors député au Parlement bruxellois.

## Fonctions politiques
- 2007 - 2012 : Échevin chargé des Sports, des Espaces verts, de l’Environnement, de l'Énergie, de l'Équipement Communal et de la Solidarité internationale de la Ville de Bruxelles
- 14 mars 2013 - 29 mars 2019 : Sénateur belge
- 13 mars 2013 - janvier 2020 : Député au Parlement de la Communauté française de Belgique
- depuis le 29 juin 2004 : Député au Parlement de la région de Bruxelles-Capitale
- depuis le 1er décembre 2012 : Conseiller communal de la Ville de Bruxelles
- depuis le 25 juin 2024 : Président du Parlement de la région de Bruxelles-Capitale

## Distinctions
- Officier de l'ordre de Léopold (2024)[7].